# Isokolon
Das Isokolon (griech.) ist eine Wortfigur, die auf der gleichen Silbenzahl der korrespondierenden Satzglieder in einer Periode beruht.

## Verwendung in der Antike
Sie wurde besonders von den griechischen und römischen Rednern der Antike, insbesondere von Apuleius aber selbst noch im Barock häufig verwendet. Das ihm ähnliche Trikolon liegt im folgenden Beispiel der christlichen Segnung vor: „Im Namen des Vaters, im Namen des Sohnes und im Namen des Heiligen Geistes. Amen.“ („A deo petatur, in deo quaeratur, ad deum pulsetur.“)

## Verwendung in der Neuzeit
Man vergleiche auch: „Daraus der Geist der Gottheit strahlt und glüht, Daraus der Wein der Weisheit schäumt und sprüht.“ (Hugo von Hofmannsthal: Was ist die Welt?)
Ein bizarres Beispiel des Vormärz findet sich im so genannten Heckerlied des Friedrich Hecker: „Reisst die Konkubine aus des Fürsten Bett. Schmiert die Guillotine mit der Pfaffen Fett!“

## Belege
1. ↑  E. Norden: Die antike Kunstprosa, NA Darmstadt 1981, 1. Aufl. 1918, S. 603.
2. ↑  FolkWorld Ausgabe 32 12/2006: Mit Pfaff und Adel raufen. Musikalische Blasphemien aus sieben Jahrhunderten